# Jelena Hrustaljova
Jelena Vladimirovna Hrustaljova (rus. Елена Владимировна Хрусталёва) (Krasnojarsk, Rusija, 28. rujna 1980.) je bivša ruska i bjeloruska, a danas kazahstanska biatlonka. Na Zimskim olimpijskim igrama u Vancouveru 2010., osvojila je jedinu medalju za Kazahstan - srebro u biatlonskoj kategoriji 15 km pojedinačno. Bila je to ukupno 6. kazahstanska medalja na ZOI te ukupno 45. medalja (uključujući i ljetnu Olimpijadu).

## Karijera
Hrustaljova je međunarodni debi u biatlonu ostvarila 2000. na Europskom juniorskom prvenstvu u Zakopaneu. Tada je nastupala za rodnu Rusiju za koju je osvojila pojedinačno i momčadsko zlato. Ubrzo nakon toga, na Svjetskom juniorskom prvenstvu u Hochfilzenu, osvojila je srebro u disciplini sprint, iza Njemice Sabrine Buchholz. Kraj sezone završila je na 4. mjestu u ukupnomm poretku u sprintu i pojedinačno. Na Svjetskom juniorskom prvenstvu u ruskom gradu Hanti-Mansijsk, osvojila je srebro na ljetnom biatlonu.
Sljedeće sezone, Hrustaljova dobiva bjelorusko državljanstvo. Na Svjetskom biatlonskom kupu u Hochfilzenu ostvarila je 36. mjesto u sprintu. Sredinom sezone, neposredno prije Zimskih olimpijskih igara u Salt Lake Cityju 2002., Hrustaljova je ostvarila najbolje rezultate u poretku u Svjetskom kupu. Pojedinačno i momčadski, bila je 7. odnosno 6. Na samoj Olimpijadi, Hrustaljova je bila 33. u sprintu.
Prije početka sezone 2003./04. biatlonka ponovo mijenja državljanstvo, te ponovo nastupa za Rusiju. Na Europskom prvenstvu u Forni Avoltri osvojila je zlato u pojedinačnoj utrci. S ruskom reprezentacijom je 2005. osvojila zlato u štafeti.
U sezoni 2006./07. Hrustaljova nastupa za Kazahstan za koji se i danas natječe. Na Svjetskom prvenstvu 2007. u mjestu Otepää, Hrustaljova je u ljetnom biatlonu osvojila dva srebra - u sprintu i masovnom startu. U pojedinačnoj utrci na Svjetskom kupu 2009. osvojila je 6. mjesto. Na Zimskim olimpijskim igrama u Vancouveru 2010., osvojila je srebro u pojedinačnoj utrci na 15 km te 5. mjesto u sprintu.

## Vanjske poveznice
- Profil biatlonke na web stranici ZOI 2010.
- Profil biatlonke na web stranici Međunarodnog biatlonskog saveza